# Kendo Warrior
Kendo Warrior is een computerspel dat werd ontwikkeld door M.C. Lothlorien en uitgegeven door Byte Back. Het spel kwam in 1989 uit voor de Commodore 64 en de ZX Spectrum. Het spel is een vechtspel over ninja's. Het doel is om geheime documenten te vinden die zijn gestolen.

## Ontvangst
| Beoordeeld door                | Jaar | Platform     | Score |
| ------------------------------ | ---- | ------------ | ----- |
| Computer and Video Games (CVG) | 1989 | ZX Spectrum  | 67%   |
| Computer and Video Games (CVG) | 1989 | Commodore 64 | 65%   |